# Ibn Muyassar
Taj-ad-Din Muhàmmad ibn Alí ibn Yússuf, més conegut com a Ibn Muyàssar (1231-1278) fou un historiador egipci. Va escriure els Annales d'Egypte (publicat al Caire el 1919) amb una història del 1047 al 1158.